# Upeneus randalli
Upeneus randalli è un pesce del genere Upeneus, scoperto nel 2011.

## Descrizione
È lungo in media circa 10 cm.

## Distribuzione e habitat
Vive nell'Oceano Indiano occidentale e nel Golfo Persico.